# Aysel Yılmaz
Aysel Yılmaz (* 28. August 1999) ist eine türkische Leichtathletin, die sich auf das Kugelstoßen spezialisiert hat.

## Sportliche Laufbahn
Erste Erfahrungen bei internationalen Meisterschaften sammelte Aysel Yılmaz im Jahr 2016, als sie bei den U18-Balkan-Meisterschaften in Kruševac mit einer Weite von 41,32 m den fünften Platz im Diskuswurf belegte und mit dem 3-kg-Hammer mit 34,12 m auf Rang acht landete. 2018 belegte sie bei den U20-Balkan-Hallenmeisterschaften in Sofia mit 14,18 m den vierten Platz im Kugelstoßen und im Sommer wurde sie bei den U20-Balkan-Meisterschaften in Istanbul mit 13,93 m Fünfte. Anschließend erreichte sie bei den U20-Weltmeisterschaften in Tampere das Finale und klassierte sich dort mit 13,62 m auf den elften Platz. 2019 gewann sie bei den erstmals ausgetragenen U23-Mittelmeer-Hallenmeisterschaften in Miramas mit 14,07 m die Silbermedaille hinter der Französin Amanda Ngandu-Ntumba und anschließend belegte sie bei den Balkan-Hallenmeisterschaften in Istanbul mit 14,20 m den fünften Platz. Im Juli wurde sie dann bei den U23-Europameisterschaften in Gävle mit einem Stoß auf 14,84 m Zwölfte. Zwei Jahre später gelangte sie bei den U23-Europameisterschaften in Tallinn mit 15,18 m auf Rang elf. 2022 gewann sie bei den Balkan-Hallenmeisterschaften in Istanbul mit neuer Bestleistung von 16,06 m die Bronzemedaille hinter ihrer Landsfrau Pınar Akyol und Dimitriana Bezede aus Moldau. Im Juni gewann sie dann auch bei den Freiluftmeisterschaften in Craiova mit 15,76 m die Bronzemedaille und musste sich damit der Ukrainerin Olha Holodna und Sopo Schatirischwili aus Georgien geschlagen geben. 2025 belegte sie bei den Balkan-Hallenmeisterschaften in Belgrad mit 14,72 m den vierten Platz.
In den Jahren 2018 und 2020 sowie 2022 und 2023 wurde Yılmaz türkische Meisterin im Kugelstoßen.

## Persönliche Bestleistungen
- Kugelstoßen: 16,06 m, 5. März 2022 in Istanbul
- Diskuswurf: 47,48 m, 11. Mai 2024 in Izmir